# Hind (cantante)
Hind (ALA-LC: Hend (en árabe: هند‎)‎; (nombre real Suhair, o Suheir Al-Bahraineya سهير البحرين‎; (5 de mayo de 1979 (45 años) es una cantante bareiní.
Hind, o, como algunos la llaman La mariposa del Golfo es primera artista de Baréin, nacida en la ciudad de Isa, Reino de Baréin.
Su trabajo artístico incluye música popular árabe, así como tradicional música fidjeri y kaliji. Fue descubierta por el músico Anwar Abdullah, y le valió el apodo de "Hind", pero su verdadero nombre es "Suhair". El álbum debut de Hind, "Rabeie El Galb", fue lanzado en el año 2000, y desde ese álbum se hizo muy reconocida en Baréin y en la provincia oriental de Arabia Saudita. Fue solo después de que ella firmó su último álbum Al Ghroob con la discográfica Rotana, que fue cuando se hizo famosa y reconocida en la región del Golfo Pérsico.

## Biografía
Hind nació en el Reino de Baréin (1979) creciendo con sus padres y cinco hermanos (tres hermanas y dos hermanos). Su padre trabajaba en el Ministerio de Seguridad Social y su madre era ama de casa. Se graduó de la escuela media en 1997 (el mismo año en que se unió como cofundadora de un grupo de música tradicional bareiní).Se matriculó en la Universidad de Baréin con especialización en Administración de Empresas. En el año de 1999, Hind dejó la universidad para dedicarse a la carrera musical después de que fuera reconocida por el conocido músico Anwar Abdullah. Ella firmó con la compañía "Fanoon El Emarat" que produjo su primer álbum "Rabeie El Galb" también conocido como "Hind 2000".
En 2002, se casó. Diez meses después, dio a luz a su primer hijo, Abdullah. En 2003, lanzó su segundo álbum Hind 2003, también conocido como Sodfa, sin dejar tan buena crítica, como el primero. También en el mismo año, se lanzó su sitio web de fanes y se le dio el apodo de Farashat Al-Khalij (La Mariposa del Golfo). Lamentablemente, su matrimonio no duró mucho y terminó en 2004.
2005 fue un punto de inflexión en la vida de Hind, al firmar con la conocida compañía de música Rotana su tercer álbum titulado "Hind 2005" también conocido como "Al Ghroob". Así, Hind hizo una entrada notable en la industria de la música, donde esa fue su clave del éxito entre 2005 y 2007.
Hind lanzó un álbum en 2008. El álbum incluyó doce canciones que fueron cantadas en diferentes dialectos como kaliji, libanés y finalmente egipcio. En 2012, lanzó su último álbum titulado Hind 2012. Es su director artístico, es el compositor kuwaití Abdullah Al-Qa'ud.

## Discografía
- Rabeie El Galb (2000)
- Hind 2003 (2003)
- Al Ghroob (2005)
- Hind 2008 (2008)
- Hind 2012 (2012)

### Rabeie El Galb
1. Rabeie El Galb
2. Mani Ala Keefak
3. Bil Tahdeed
4. Melh El Haya
5. Ela Ana
6. Eshaq We Hib
7. Itha El Gheera

### Hind 2003
1. Sodfa (letra: Abdullah Al-Hashmi, música: Khalid Nasser)
2. Minak Aza'al (letra: Ahmed Al-Sharqawi, músic: Bader Khalifa)
3. Gassi (Lyrics Mohammed Al-Marzoqi:, Music: Tariq Al-Muqbil)
4. Abashrik (Lyrics: Saad Al-Khuraji, Music: Anwar Abdullah)
5. Meta Ya Galbi (Lyrics: Sami Al-Jama'an, Music: Ahmed Al-Harami)
6. Hala Bi Noor El Fajir (Lyrics: Al-Shaikh Zaid, Music: Khalid Nasser)
7. Ma Abi Akthar (Lyrics: Farouq Abdullah, Music: Ahmed Al-Harami)
8. Khayabt Thani (Lyrics: Younes Abdullah, Music: Mohammed Al-Araifi)

### Al Ghroob
1. Ana We Inta We AlShooq (Lyrics: Al-Thari, Music: Abdullah Al-Jasim)
2. Khalas (Lyrics: Ahmed Al-Sanie, Music: Faisal Al-Rashid)
3. Ya Hasafa (Lyrics: Seba, Music: Ahmed Al-Harmi)
4. Tajrubah Murra (Lyrics: Ibrahim Bin Swad, Music: Ahmed Al-Harmi)
5. Jarooh Dafeena (Lyrics: Hattan, Music: Khalid Shaikh)
6. Sahi Wala Hee (Lyrics: Araf Al-Hashil, Music: Serouz)
7. Majnoon (Lyrics: Loaye Al-Bigali, Music: Bader Al-Thwai)
8. Tejahalni (Lyrics: Faisal Al-Yami, Music: Jasim Abdullah)
9. Taal (Lyrics: Naifa Al-Bahrainia, Music: Ahmed Al-Harmi )
10. Magedart Asber (Lyrics: Sager Al-Khaibi, Music: Tariq Al-Muqbil)
11. Al Ghroob (Lyrics: Geyouth, Music: Suliaman Al-Mulla)

### Hind 2008
1. Marid Al Mahaba
2. Yiji Minak
3. Zabahani Al Chawk
4. Bikol Basata
5. Abeh Yshouf
6. Afa Farah
7. Hamati
8. Touk Ala Bali
9. Jitak
10. Tashtaki
11. Man Ant
12. Mawed Omr